# Herrera
Herrera (лат.) — род певчих цикад. Встречаются в Центральной и Южной Америке.

## Распространение
Аргентина, Белиз, Боливия, Бразилия, Коста-Рика, Куба, Сальвадор, Гватемала, Гондурас, Мексика, Панама, Перу.

## Описание
Характеризуются наличием головы примерно такой же ширины, как мезонотум, вертекс длиннее лба, переднеспинка примерно такой же длины, как мезонотум, передняя часть бедра сильно колючая, ширина переднего крыла чуть больше половины длины переднего крыла (но ширина переднего крыла у некоторых видов может составлять всего одну треть). Относительно крупные цикады, яркоокрашенные, обладают сильно выступающими краями переднеспинки. Род был впервые выделен в 1905 году английским энтомологом Уильямом Лукасом Дистантом (1845—1922; Distant W. L.) на основании типового вида Cicada marginella Walker 1858.
- Herrera ancilla  Stål, 1864
- Herrera concolor Sanborn, 2019
- Herrera coyamensis  Sanborn, 2007
- Herrera criqualicae (Boulard, 1986a)
- Herrera freiae Sanborn, 2019
- Herrera guianaensis (Sanborn, 2011)
- Herrera humilastrata  Sanborn & Heath, 2014
- Herrera infuscata  Sanborn, 2009
- Herrera laticapitata  Davis, W.T., 1938
- Herrera lugubrina  Stål, 1864
- Herrera melanomesocranon Sanborn, 2019
- Herrera nigratorquata  Sanborn, 2018
- Herrera phyllodes Sanborn, 2019
- Herrera quinimaculata (Sanborn, 2011)
- Herrera sigillata  Sanborn, 2018
- Herrera signifera Sanborn, 2019
- Herrera tigrina  (Boulard, 1986)
- Herrera turbida  (Jacobi, 1907)
- Herrera umbraphila  Sanborn & Heath, 2014
- Другие виды